# San Marco (jeu)
Pour les articles homonymes, voir San Marco.
San Marco est un jeu de société créé par Alan R. Moon et Aaron Weissblum en 2001. Il est édité chez Ravensburger.
Pour 3 ou 4 joueurs de 10 ans et plus, environ 90 minutes.

## Règle de jeu
San Marco est une des îles de Venise dont vous devrez obtenir la majorité pour vous attirer les faveurs du doge. La famille de noble qui aura le plus de prestige sera admise au conseil d'administration de la ville, mais il n'y en aura qu'une. 

### Matériel
Le jeu contient : un grand plateau représentant 6 quartiers de Venise séparés par des canaux, des petits ponts en plastique pour relier ces îles, des marqueurs de prestige, un dé, un doge, des cubes représentant les nobles des familles et des cartes action et pénalité. 
Au début de la partie, quelques nobles sont répartis au hasard (avec le dés) dans les quartiers et chacun pose un pont avec un noble dessus pour indiquer l'appartenance. 

### Déroulement de la partie
La partie se déroule en trois manche. 
À chaque tour, un meneur (on décale d'un joueur à chaque tour) réparti au hasard (ou à volonté avec une variante) les joueurs entre donneur et sélectionneur. Lui-même sera 1er donneur. 
Le donneur prend 5 cartes action et 3 cartes pénalité qu'il divise en deux (ou trois si on est trois) tas à sa guise, un tas devant contenir au moins une carte. Il montre ensuite les deux tas à son sélectionneur qui en choisit un et applique aussitôt les actions. Le donneur joue alors le tas restant. Puis c'est au donneur et sélectionneur suivant de faire de même. 

#### Les cartes action
Elles sont de 5 types : 
- Carte quartier : elle permet de placer un noble de sa couleur dans le quartier désigné et éventuellement de le déplacer ensuite par un de ses ponts.
- Carte Pont : elle permet de placer un pont entre deux quartiers avec un de ses nobles dessus pour l'identifier.
- Carte Traître : elle permet de remplacer un noble adverse n'importe où par un des siens.
- Carte Exil : elle permet de chasser un certain nombre de nobles d'un quartier (un dé de nobles obligatoirement même si des vôtres doivent y passer, il n'est pas obligatoire d'avoir un de ses nobles sur le quartier ou l'Exil est joué).
- Carte Doge : elle permet de déplacer le doge et de générer un décompte sur le quartier où il arrive. Attention, déplacer le doge par un pont adversaire coûte des points de prestige (1 par pont utilisé).

#### Les pénalités
Elles vont de 1 à 3 points. Dès que l'on a choisi son tas de carte, on récupère les cartes pénalité que l'on pose devant soi. 
Si un joueur dépasse 10 points, il termine ses actions mais la partie s'arrête pour lui. Au tour suivant, qui sera forcément le dernier, les autres joueurs ayant moins de 10, continuent à jouer normalement. 
À ce moment, la manche se termine. Les joueurs ayant moins de 10 pénalités touchent des points de prestige en plus et celui qui a le moins de pénalité peut effectuer un exil gratuitement.

#### Décompte
Lorsque le doge provoque un décompte, on regarde le nombre de nobles dans le dernier quartier qu'il visite. 
Chaque quartier possède 2 chiffres. Le plus élevé correspond au gain en points de prestige pour le ou les joueurs majoritaire dans ce quartier. L'autre chiffre est le gain pour le ou les 2e. 

### Fin de partie
Au bout de trois manche, on effectue un décompte sur tous les quartiers quelle que soit la position du doge. 
Celui qui a le plus de points de prestige remporte la partie et rentre au conseil d'administration.

## Récompenses
- International Gamers Awards multijoueur 2002